# 남덴마크 지역

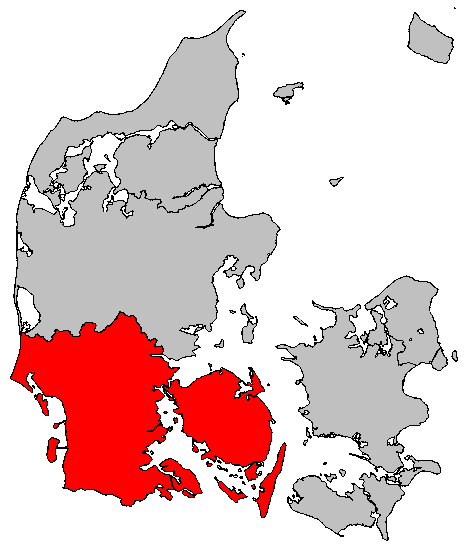
남덴마크 지역의 위치

남덴마크 지역(덴마크어: Region Syddanmark)은 덴마크를 구성하는 5개 지역 가운데 하나로, 중심 도시는 바일레이며 면적은 12,191km2, 인구는 1,194,659명(2008년 기준)이다. 2007년 1월 1일에 실시된 행정 구역 개편 당시에 퓐스주, 리베주, 쇠네르윌란주 전체 지역과 바일레주의 남부 지역을 합병하여 신설되었으며 22개 지방 자치체를 관할한다.

## 지방 자치체 목록

남덴마크 지역의 지방 자치체

| 지방 자치체                     | 면적(km2)  | 인구(2012년 1월 1일 기준) |
| ------------------------------- | ---------- | ------------------------- |
| 오덴세시(Odense)                | 305.7km2   | 191,610명                 |
| 에스비에르시(Esbjerg)           | 794.7km2   | 115,112명                 |
| 바일레시(Vejle)                 | 1,058.8km2 | 108,021명                 |
| 콜링시(Kolding)                 | 607.1km2   | 89,412명                  |
| 쇠네르보르시(Sønderborg)        | 496.8km2   | 76,094명                  |
| 오벤로시(Aabenraa)              | 940.7km2   | 59,600명                  |
| 스벤보르시(Svendborg)           | 415.5km2   | 58,551명                  |
| 하데르슬레우시(Haderslev)       | 815.9km2   | 56,188명                  |
| 포보르미트퓐시(Faaborg-Midtfyn) | 633.7km2   | 51,635명                  |
| 바르네시(Varde)                 | 1,240.0km2 | 50,193명                  |
| 프레데리시아시(Fredericia)      | 133.6km2   | 50,193명                  |
| 바이엔시(Vejen)                 | 813.5km2   | 42,785명                  |
| 아센스시(Assens)                | 511.3km2   | 41,443명                  |
| 퇴네르시(Tønder)                | 1,281.8km2 | 39,083명                  |
| 미델파르트시(Middelfart)        | 298.8km2   | 37,612명                  |
| 뉘보르시(Nyborg)                | 276.7km2   | 31,486명                  |
| 노르퓐시(Nordfyn)               | 452.3km2   | 29,330명                  |
| 빌룬시(Billund)                 | 540.3km2   | 26,220명                  |
| 케르테미네시(Kerteminde)        | 205.8km2   | 23,793명                  |
| 랑엘란시(Langeland)             | 288.8km2   | 13,094명                  |
| 에뢰시(Ærø)                     | 90.1km2    | 6,636명                   |
| 파뇌시(Fanø)                    | 54.6km2    | 3,251명                   |

## 같이 보기
- 덴마크 남부대학교